# Daan Hoeyberghs
Daan Hoeyberghs, né à Mol (Belgique) le 18 septembre 1994, est un coureur cycliste belge, spécialiste du cyclo-cross. Il est membre de l'équipe Acrog-Tormans.

## Palmarès en cyclo-cross
- 2015-2016
  - Superprestige espoirs #1, Gieten
  - Trophée Banque Bpost espoirs #6, Loenhout
  -  Médaillé d'argent du championnat d'Europe de cyclo-cross espoirs

## Palmarès sur route
- 2010
  - 3e du championnat de Belgique du contre-la-montre débutants